# Agano
Agano (阿賀野市 -shi) é uma cidade japonesa localizada na província de Niigata.
Em 1 de novembro de 2004 a cidade tinha uma população estimada em 48 779 habitantes e uma densidade populacional de 253,12 h/km². Tem uma área total de 192,72 km².
Recebeu o estatuto de cidade a 1 de abril de 2004.